# Dolná Mariková
Dolná Mariková é um município da Eslováquia, situado no distrito de Považská Bystrica, na região de Trenčín. Tem 22,14 km² de área e sua população em 2018 foi estimada em 1.421 habitantes.

## Demografia
| Ano:        | 1994 | 2004   | 2014   | 2024   |
| ----------- | ---- | ------ | ------ | ------ |
| Broj ljudi: | 1554 | 1460   | 1431   | 1406   |
| Razlika:    |      | -6,04% | -1,98% | -1,74% |

| Ano:               | 2023 | 2024   |
| ------------------ | ---- | ------ |
| Número de pessoas: | 1424 | 1406   |
| Diferença:         |      | -1,26% |